# 恋するベティー
「恋するベティー」（こいするベティー）は、rumania montevideoの4枚目のシングル。

## 内容
TBS系『エクスプレス』内の占いコーナー12月（1999年）・1月度テーマソングで、2枚目のアルバム『Girl,girl,boy,girl,boy』先行シングル。

## 収録曲
1. 恋するベティー
2. 浮遊
3. 長い夜

全曲、作詞：三好真美、作曲・編曲：三好誠

## レコーディング参加
- 車谷啓介（New Cinema 蜥蜴） - ドラム